# Complesso Calì
Il Complesso Calì è stato un ensemble di due fratelli e tre sorelle diretti dal padre, che collaborarono per un certo periodo con Franco & Ciccio per gli spettacoli Al Texas Club e Due in allegria e cinque in armonia. Il compito del complesso era di chiudere i musical, ma alla fine dovettero dividere la scena con il duo palermitano perché era sempre richiestissimo dal pubblico. Il gruppo subì un grave colpo nel 1960, quando morì un fisarmonicista e il capocomico Giovanni Di Renzo in un incidente stradale e di lì a poco si sciolse. Una delle sorelle Calì, Rosaria, sarebbe diventata moglie di Ciccio Ingrassia.

## Storia
Il complesso Calì nasce a Palermo col maestro Umberto Calì nel 1899. Fresco di diploma di conservatorio, Umberto sposa Raffaella Comandè (maestra). Nel 1924 nasce il primo figlio Pino il quale dimostra subito una forte predisposizione musicale: il padre comincia ad insegnargli la musica all'età di due anni. A quattro anni il bambino dà un concerto per pianoforte a quattro mani col padre. I figli che seguono vengono tutti avviati allo studio della musica. Pino Calì si dedicherà al pianoforte e del violino, Rosaria (1926-2019) al piano e al canto, Concetta (1928-2002) al piano  e all'armonium, Marcello (1930) al piano, al sassofono ed al clarinetto, Adelaide (1934) al canto ed alla batteria (l'ultima figlia Lidia (1942) non si dedicherà alla musica, ma alle arti visive, pittura e scultura).
Il maestro Umberto, contorniato dai suoi "ragazzi musicali" crea il Complesso Calì. Enfant prodige del gruppo sono stati Pino, Marcello e Adelaide. Con l'avvento della guerra il complesso inizia svariati tour nei caffè concerto di Roma al Grand'Italia, Milano al Biffi Scala, Padova al Pedrocchi, Lido di Venezia alla Casina delle Rose, Bolzano Ca' de Bezzi, Palermo al Grand'Italia e così via nelle grandi città italiane. Va ricordato che il complesso nel 1937 è chiamato ad esibirsi a Tripoli (Libia) riscuotendo grande successo e dove la piccola Adelaide si esibisce nel canto.
Il conflitto mondiale porta gravi conseguenze agli italiani che devono arrangiarsi ed organizzarsi in svariati modi per sopravvivere. Ed è così che il Complesso Calì passa dai Cafè concerto alle compagnie di riviste teatrali: Beniamino Maggio, Carlo Croccolo, Gino Bramieri, Rosalia Maggio. Accompagna i grandi cantanti dell'epoca come Luciano Tajoli, Claudio Villa, Carla Boni e tanti altri ancora.
Con il passare degli anni il gruppo comincia a snellirsi poiché la figlia Concetta per prima si sposa stabilendosi a Roma. Poi sposa Pino, in seguito è la volta di Marcello che si stabilisce a Torino. Ancora due matrimoni: quello di Sara che sposerà Ciccio Ingrassia e si stabilirà a Roma mentre Adelaide si fermerà a Genova insieme alla sorella Lidia ed al padre.
Ed è così che nel 1962 il complesso Calì si scioglie. Un arco di trent'anni per un gruppo di musicisti (tutti della stessa famiglia) che ha allietato e stupito ascoltatori ed ammiratori di tutta Italia. L'ultima figlia Lidia è una stimata scultrice. Il figlio di Rosaria, Giampiero Ingrassia, è attore di teatro. Mentre le figlie di Concetta, Maria Pia, Lisetta e Perlita sono coniugate con figli e vivono nella Città Metropolitana di Roma.
Pino Calì continuerà la carriera musicale, suonando anche il contrabbasso con Paolo Conte nell'album Paris milonga.